# Myckleby distrikt
Myckleby distrikt är ett distrikt i Orusts kommun och Västra Götalands län. 
Distriktet ligger på östra delen av Orust. 

## Tidigare administrativ tillhörighet
Distriktet inrättades 2016 och utgörs av socknen Myckleby i Orusts kommun.
Området motsvarar den omfattning Myckleby församling hade vid årsskiftet 1999/2000.